# Лорандит
Лорандит је један од најважнијих талијумових минерала. Он је талијумов арсеничан сулфат са хемијском формулом TlAsS2. Откривен је у руднику Алшар у Македонији у близини Кавадарца 1894. године. Име је добио по мађарском физичару са Будимпештеанског универзитета Е. Лоранду.